# Pipraich
Pipraich è una suddivisione dell'India, classificata come nagar panchayat, di 14.829 abitanti, situata nel distretto di Gorakhpur, nello stato federato dell'Uttar Pradesh. In base al numero di abitanti la città rientra nella classe IV (da 10.000 a 19.999 persone). 

## Geografia fisica
La città è situata a 26° 49' 35 N e 83° 31' 48 E e ha un'altitudine di 70 m s.l.m..

## Società

### Evoluzione demografica
Al censimento del 2001 la popolazione di Pipraich assommava a 14.829 persone, delle quali 7.780 maschi e 7.049 femmine. I bambini di età inferiore o uguale ai sei anni assommavano a 2.264, dei quali 1.166 maschi e 1.098 femmine. Infine, coloro che erano in grado di saper almeno leggere e scrivere erano 9.084, dei quali 5.477 maschi e 3.607 femmine.